# Straßen und Plätze in Ludwigshafen am Rhein/U

## Uhlandstraße
67069 Ludwigshafen-Edigheim
Die Uhlandstraße ist eine Straße, die sich diagonal durch Edigheim zieht.
Ludwig Uhland war ein Dichter, Literaturwissenschaftler, Jurist und Politiker.

## Ulmenweg
67065 Ludwigshafen-Gartenstadt
Der Ulmenweg ist eine Querstraße zur Kastanienstraße und Buchenstraße im Hochfeld.
Die Ulmen (Ulmus), auch Rüster oder Rusten genannt, bilden eine Gattung in der Familie der Ulmengewächse (Ulmaceae).

## Ulrich-von-Hutten-Straße
Ludwigshafen-Oggersheim
Der Humanist Ulrich von Hutten wird auch als erster Reichsritter bezeichnet.

## Ungsteiner Straße
67067 Ludwigshafen-Gartenstadt

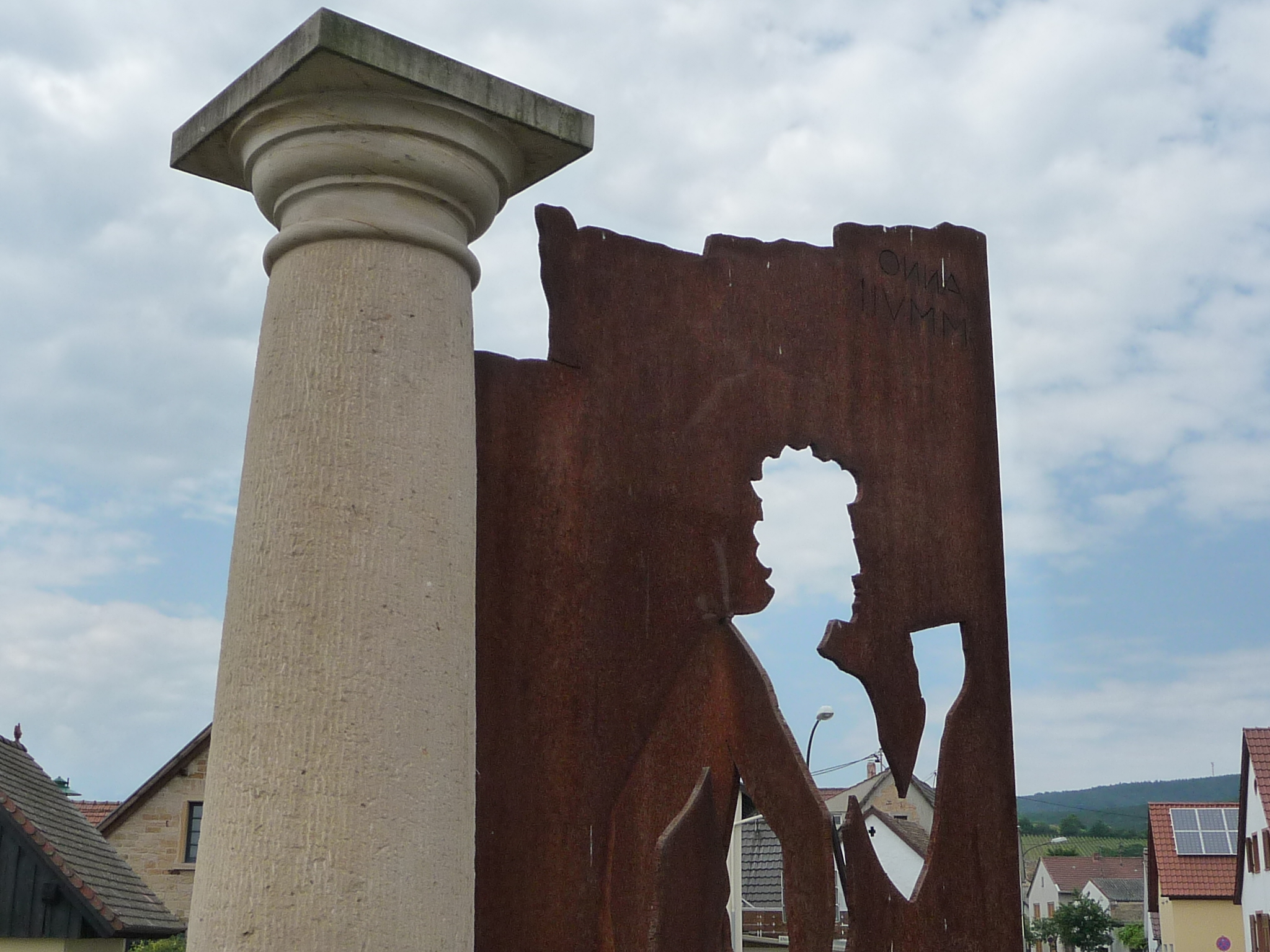
Römerkreisel in Ungstein

Die Ungsteiner Straße ist die Fortsetzung der Dackenheimer Straße und kreuzt eine Anzahl weiterer Straßen im Westen der Gartenstadt, die ebenfalls nach Orten in der Pfalz benannt sind. 
Die Weinbaugemeinde Ungstein ist ein Ortsteil der pfälzischen Stadt Bad Dürkheim.

## Unterer Grasweg
67065 Ludwigshafen-Maudach
Nach dem Gewann „Am unteren Grasweg“.

## Unteres Rheinufer
67061 Ludwigshafen-Nord
Lage rheinabwärts, unterhalb der alten Stadt Ludwigshafen.

## Untergasse
67069 Ludwigshafen-Edigheim
Die Untergasse ist eine Straße, die sich mehr oder weniger parallel zur Uhlandstraße durch Edigheim zieht.

## Urnenstraße
Ludwigshafen-Oggersheim
In der Urnenstraße wurde in römischen Gräbern Urnen mit Asche gefunden.

## Utestraße
67069 Ludwigshafen-Edigheim
Benannt nach Ute, der Mutter Kriemhilds und der burgundischen Könige Gunther, Gernot und Giselher der Nibelungensage.

## Uthmannstraße
67067 Ludwigshafen-Rheingönheim
Die Uthmannstraße ist eine Querstraße zur Friedensstraße im Norden des Stadtteils Rheingönheim.
Der Sozialdemokrat Gustav Adolf Uthmann (1867–1920) war  bei der Allgemeinen Ortskrankenkasse beschäftigt und betätigte sich daneben als Chorleiter und Komponist. 